# 重腺蟾属
重腺蟾属（学名：Barycholos）是细趾蟾科的一属。

## 下属物种
本属包括以下物种：
- Barycholos pulcher (Boulenger, 1898)
- Barycholos ternetzi (Miranda-Ribeiro, 1937)